# Hysterese (Band)
Hysterese ist eine im Jahr 2009 in Tübingen gegründete Punk-Rock Band. Bisher wurden vier selbstbetitelte Alben veröffentlicht und Konzerte in 20 Ländern gespielt.

## Geschichte
Während die beiden ersten Alben im eigenen Proberaum aufgenommen und von Robin Völkert abgemischt wurden, entstanden die Aufnahmen zum dritten und vierten Album im Studio von Farbe Schaller in Tübingen. Das Master wurde jeweils von Christian Bethge in Mannheim angefertigt. Im Zuge der ersten Zusammenarbeit entstand hier auch eine Aufnahme im Rahmen der Melting Butter Sessions.
Neben Deutschland fanden Konzerte von Hysterese in den Niederlanden, der Schweiz, Spanien, Frankreich, Tschechien, Ungarn, Rumänien, der Türkei, Griechenland, Bulgarien, Serbien, Kroatien, Österreich, Belgien, Dänemark, Schweden, den USA und Kanada hauptsächlich im Rahmen von DIY-Touren aber auch im Vorprogramm von Turbostaat, Drangsal, The Baboon Show, Feine Sahne Fischfilet und Wolves in the Throne Room statt. Hysterese traten im März 2024 im Rahmen des Hell Over Hammaburg Festivals in der Markthalle Hamburg auf.

## Stil
Hysterese bedient sich an Stilelementen aus Garage-Punk, Hardcore und Alternative Rock. Als herausragendes Merkmal gilt der zweistimmige Gesang. In einigen Liedern variiert neben dem Tonverlauf der Stimmen auch der gleichzeitig unterschiedlich gesungene Text, sodass eine Art Kanoneffekt entsteht. Auf dem vierten Album tritt dieses Stilmittel etwas in den Hintergrund und macht Platz für offener und opulenter wirkende Songstrukturen.
Hysterese sprechen sich gegen alle Formen gruppenbezogener Menschenfeindlichkeit aus. Die Texte sind in englischer Sprache verfasst und thematisieren hauptsächlich unangenehme persönliche Erfahrungen.

## Diskografie
- 2011: Hysterese (Album, Vinyl-LP, Search for Fame Records)
- 2014: Hysterese (Album, Vinyl-LP, SABOTAGE/Taken by Surprise Records)
- 2018: Hysterese (Album, Vinyl-LP, This Charming Man Records)
- 2021: Hysterese (Album, Vinyl-LP, This Charming Man Records)

## Trivia
Bassist Thomas Haug spielte alle Konzerte mit dem Rücken zum Publikum. Die Hintergründe sind ungeklärt.
Karl-Ulrich Walterbach erklärte 2018 per E-Mail Interesse an einer Zusammenarbeit mit Hysterese, es kam jedoch nie zu einem Treffen.